# Rosée d'automne
Rosée d'automne, également nommé Tourbillon de la victoire (chinois : 颯露紫 ; pinyin : Sà Lùzǐ), a été l'un des chevaux de guerre de l'Empereur Tang Taizong. 

## Histoire
Rosée d'automne est connu essentiellement à travers un unique événement, largement connu et commenté. Selon les registres historiques, l'empereur Tang Taizong montait ce cheval bai en 621, lors de sa conquête de la ville de Luoyang, située dans l'actuelle province de Henan. Il se trouvait en selle sur Rosée d'automne durant le siège, lorsqu'une flèche transperça la poitrine de sa monture. Le général Qiu Xinggong, qui l'accompagnait, descendit immédiatement de selle pour extraire la flèche de la poitrine de Rosée d'automne. Il donna ensuite son propre cheval à l'empereur, poursuivant lui-même les ennemis à pieds. 
Tang Taizong a composé un éloge funèbre pour son cheval : 

« 紫 燕超跃 / Il était aussi agité qu'une hirondelle violette

骨 腾 神骏 / Il s'est amusé avec ses grands esprits

气 詟 三 川 / Il était apeuré le long de la région des trois rivières

威凌 八 阵 / Il a frappé sans crainte les ennemis sur tous les champs de bataille »

— Tang Taizong

## Représentation dans l'Art
Rosée d'automne est considéré comme étant l'un des chevaux représentés sur les bas-reliefs en pierre connus sous le nom des Six coursiers du mausolée Zhao. Ce bas-relief montre un homme, probablement Qiu Xinggong, en train de retirer la flèche de la poitrine du cheval. La queue du cheval est attachée, et sa crinière est toilettée en arc de cercle dont dépassent trois touffes de crins, cet arrangement nommé les « trois fleurs » étant spécifique aux chevaux montés par des rois ou des empereurs.
Les six bas-reliefs commandés par Taizong pour son mausolée ont été placés à l'extérieur de sa tombe, sur un autel consacré aux cérémonies commémoratives. En 1914, des contrebandiers américains cassent deux de ces bas-reliefs, dont l'un est celui de Rosée de l'automne, et les expédient aux États-Unis, où ils sont maintenant en possession de l'University of Pennsylvania Museum of Archaeology and Anthropology.